# Estola flavomarmorata
Estola flavomarmorata là một loài bọ cánh cứng trong họ Cerambycidae.